# Mohammed Abbas
Mohammed Abbas Ahmed Abdulla Hasan Al Baloushi, meglio noto come Mohammed Abbas (in arabo  حارب عبدالله سهيل‎?; al-'Ayn, 30 settembre 2002), è un calciatore emiratino, centrocampista dell'Al-Ain e della nazionale emiratina.

## Carriera

### Club
Nato nella città di al-'Ayn, Mohammed cresce calcisticamente nel settore giovanile dell'Al-Ain dove entra nel 2009 all'età di otto anni. Abbas è stato promosso per la prima volta in prima squadra nel 2021. 
Il suo debutto ufficiale, con la maglia dell'Al-Ain, è arrivato contro l'Al-Wahda il 12 marzo 2021, nella partita valida per la UAE Arabian Gulf League 2020-2021. Il 21 marzo 2021 ha segnato il suo primo gol da professionista nella sfida contro l'Ajman, realizzando al quindicesimo minuto il goal del momentaneo 1-0.

### Nazionale
Nel 2021, Abbas è stato convocato per la prima volta dalla Nazionale di calcio degli Emirati Arabi Uniti per le partite contro l'Iran e l'Iraq valide per le qualificazioni alla Coppa del Mondo FIFA 2022, senza però scendere in campo in nessuna delle due partite. Ha fatto il suo debutto in nazionale il 29 marzo 2022, contro la Corea del Sud nella partita valida sempre per le qualificazioni alla Coppa del Mondo FIFA 2022.
Il 4 gennaio 2024, Abbas è stato convocato nella rosa della Nazionale di calcio degli Emirati Arabi Uniti per la Coppa d'Asia 2023.

## Statistiche

### Presenze e reti nei club
Statistiche aggiornate al 16 luglio 2024.
| Stagione        | Squadra         | Campionato      | Campionato | Campionato | Coppe nazionali | Coppe nazionali | Coppe nazionali | Coppe continentali | Coppe continentali | Coppe continentali | Altre coppe | Altre coppe | Altre coppe | Totale | Totale | Totale |
| Stagione        | Squadra         | Comp            | Pres       | Reti       | Comp            | Pres            | Reti            | Comp               | Pres               | Reti               | Comp        | Pres        | Reti        | Pres   | Reti   |        |
| --------------- | --------------- | --------------- | ---------- | ---------- | --------------- | --------------- | --------------- | ------------------ | ------------------ | ------------------ | ----------- | ----------- | ----------- | ------ | ------ | ------ |
| 2020-2021       | Al-Ain          | PL              | 7          | 1          | CPA+AGL         | 0+0             | 0+0             | ACL                | 1                  | 0                  | -           | -           | -           | 8      | 1      |        |
| 2021-2022       | Al-Ain          | PL              | 16         | 0          | CPA+AGL         | 0+5             | 0+0             | -                  | -                  | -                  | -           | -           | -           | 21     | 0      |        |
| 2022-2023       | Al-Ain          | PL              | 0          | 0          | CPA+AGL         | 0+0             | 0+0             | -                  | -                  | -                  | SU          | 0           | 0           | 0      | 0      |        |
| 2023-2024       | Al-Ain          | PL              | 11         | 1          | CPA+AGL         | 1+4             | 0+1             | ACL                | 12                 | 1                  | -           | -           | -           | 28     | 3      |        |
| 2024-2025       | Al-Ain          | PL              | 7          | 0          | CPA+AGC         | 1+1             | 0+0             | ACLE               | 4                  | 0                  | CI+Cdm      | 1+0         | 0+0         | 14     | 0      |        |
| Totale carriera | Totale carriera | Totale carriera | 41         | 2          |                 | 12              | 1               |                    | 17                 | 1                  |             | 1           | 0           | 71     | 4      |        |

## Palmarès

### Club

#### Competizioni nazionali
- UAE Arabian Gulf Cup: 1

Al-Ain: 2021-22
- UAE Arabian Gulf League: 1

Al-Ain: 2021-22

#### Competizioni internazionali
- AFC Champions League: 1

Al-Ain: 2023-2024